# شب خاموش (فیلم ۲۰۰۲)
شب خاموش (انگلیسی: Silent Night) فیلمی در ژانر درام است که در سال ۲۰۰۲ منتشر شد. از بازیگران آن می‌توان به لیندا همیلتون اشاره کرد.